# Begonia layang-layang
Espèce
Begonia layang-layang est une espèce de plantes de la famille des Begoniaceae.
L'espèce fait partie de la section Petermannia.
Elle a été décrite en 2001 par Ruth Kiew (1946-…).

## Répartition géographique
Cette espèce est originaire du pays suivant : Malaisie.